# Batee Shok
Batee Shok is een bestuurslaag in het regentschap Sabang van de provincie Atjeh, Indonesië. Batee Shok telt 974 inwoners (volkstelling 2010).